# Rijksweg 73
Der Rijksweg 73 (Abkürzung: RW 73) – auch: Autosnelweg 73 (Abkürzung: A73) – ist eine niederländische Autobahn. Er verläuft über 106 Kilometer vom Autobahnkreuz Ewijk (A50) bei Nijmegen über Venlo und Roermond bis zum Autobahnkreuz Het Vonderen (A2) bei Maasbracht parallel zur deutschen Staatsgrenze.
Die A73 folgt über die gesamte Länge in etwa dem Verlauf der Maas und erschließt so den Norden und die Mitte der niederländischen Provinz Limburg.

## Europastraße E 31
Von Ewijk (Beuningen, Gelderland) bis zum Autobahnkreuz Rijkevoort bei Boxmeer (Noord-Brabant) ist die A73 Teil der Europastraße 31.

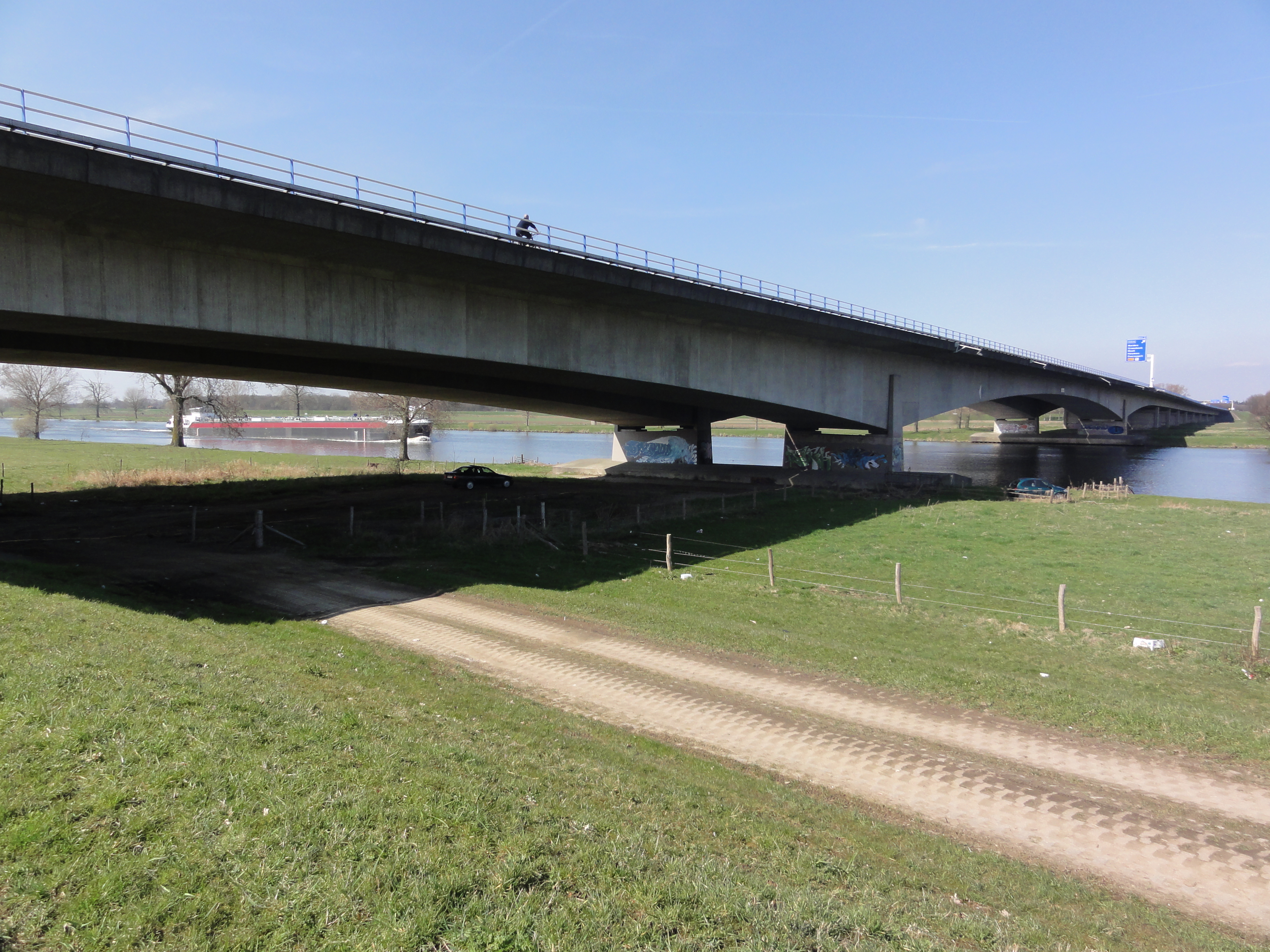
Maasquerung der A73 zwischen Cuijk, Noord-Brabant, und Heumen, Gelderland

 Von dort geht die E 31 weiter als A77 bis an die deutsch-niederländische Grenze bei Gennep und dann weiter als Bundesautobahn 57.

## Anschlüsse an das deutsche Autobahnnetz

### Anschluss an die A 57
Vom Autobahnkreuz Rijkevoort führt über die A77 ein Anschluss an die Bundesautobahn 57 in das westliche Ruhrgebiet und weiter nach Köln.

### Anschluss an die A 40
Vom Venloer Autobahnkreuz Zaarderheiken führt über die von Eindhoven kommende A67 ein Anschluss an die Bundesautobahn 40 in Richtung Essen.

### Anschluss an die A 61
In Venlo-Tegelen zweigt von der A73 in der Autobahngabelung Ulingsheide die A74 ab. Diese nur rund eineinhalb Kilometer kurze Autobahn verbindet seit April 2012 das niederländische Autobahnnetz direkt mit der deutschen Bundesautobahn 61 in Richtung Mönchengladbach und Koblenz. Die A 61 endete früher am Grenzübergang Schwanenhaus in städtischen Straßen, die A74 fungiert daher auch als Ortsumgehung für Venlo.
Der Übergang an der Autobahngabelung Ulingsheide ist nur aus einer Richtung möglich, es handelt sich nicht um ein vollständiges Autobahndreieck. Wer aus Richtung Mönchengladbach kommt und in Richtung Roermond fahren will und umgekehrt, muss an der Anschlussstelle Venlo-Zuid die Autobahn verlassen und wenden.

### Anschluss an die A 52
Von der Abfahrt Roermond ist die A73 an die deutsche Bundesautobahn 52 angeschlossen. Die A 52 aus Richtung Mönchengladbach wurde von 1999 bis 2009 bis zur niederländischen Grenze weitergebaut. Von dort ist sie durch den autobahnähnlich ausgebauten Autoweg N280 mit der A73 verbunden.
Der Weiterbau der A73 und die Lückenschlüsse ins Rheinland und ins Ruhrgebiet wurde auch deswegen vorangetrieben, weil zwei große Einkaufszentren sowie die Innenstadt von Roermond zwischen ein und sieben Millionen deutsche Besucher jährlich anziehen. Mangels direkter Bahnverbindung reisen diese fast alle mit dem Auto an; dies führte vor den Lückenschlüssen zu umfangreichen Staus.

## Ausbau
Von 2003 bis 2008 wurde die A73 von Venlo um 42 Kilometer nach Süden weitergebaut. Durch den Lückenschluss zur A2 ist nun die als Rückgrat fungierende Maasflanke der Provinz Limburg bis nach Eijsden (am Übergang zur belgischen A25 Richtung Lüttich) mit einem durchgehenden Autobahnstrang erschlossen. Der Neubau entlastet beiderseits der Maas die Nationalstraße N271 und den „Napoleonsweg“ (N273), der bis dahin eine der unfallträchtigsten Straßen der Niederlande war.
Außerdem wird der Großraum Eindhoven sowie die A2 zwischen Eindhoven und dem Autobahnkreuz Het Vonderen entlastet, da die A73 als großräumige östliche Umfahrung gilt.
Die nördliche Verlängerung der A73 entlang Beuningen über die Waal bis zur A15 ist eine Option, die regelmäßig als Lösung für den starken Verkehr auf den Straßen um Nijmegen erscheint. Es wurde jedoch bereits eine Teillösung für dieses Problem gefunden. Die Tacitusbrücke an der A50 über die Waal wurde von 2 × 2 Spuren auf 4 × 2 Spuren verbreitert.
Zu den Provinzwahlen am 20. März 2019 gab es von Parteien wie die SP, VVD, PvdA, FvD und DENK die Forderung, dass sich die Provinz Limburg für die Verbreiterung der erst 2008 fertiggestellten A73 einsetzen musste. Im Verkehr am Autobahnkreuz Zaarderheiken auf der östlichen Parallelstraße der Autobahn A73 in nördlicher Richtung gab es häufig Staus, deren Hauptursache darin bestand, dass es nur eine Durchgangsspur auf den Parallelspuren der A73 gab. Die östliche Parallelfahrspur sollte eine zusätzliche Fahrspur bekommen, um den Verkehrsfluss und die Sicherheit auf der A73 in Richtung der A67 zu verbessern. Seit 2022 gibt es zwischen der Anschlussstelle Maasbree und dem Autobahnkreuz Zaarderheiken 1 + 2 + 2 + 1 Fahrstreifen.